# Love You To
Love You To é uma canção escrita por George Harrison e gravada pela banda britânica The Beatles no álbum Revolver, de 1966. É a faixa 4 do lado A.

## Créditos
- George Harrison - vocais, guitarra acústica, guitarra, baixo e Citara Indiana
- Paul McCartney - Vocal De Apoio
- Ringo Starr - pandeiro
- Anil Bhagwat - tabla
- Músicos indianos não-creditados - sitar e tambura